# 子殺し
子殺し（こごろし）は、親が子を殺すことである。ヒトの場合、自分の子を殺すことに限定して使われることが多い (filicide) が、動物の場合のみは同種の子供を殺すことまで含める (infanticide) 。

## ヒトの場合
ヒトの場合、21世紀初頭の通称先進国では、一般に「親は子を守るべき」ものと考えられ、対して「子も親を扶養すべき」ものとされ、日本の民法でも明確に子が親を扶養する義務づけが記載されている。
現代においては、建前上は子も親と同様、個人としての人格を持った人間であると考えられている。しかしその一方で、子は親に従属すべきもの、あるいは親の所有するものであるとの価値観も厳として存在している。そのため、親の都合で子の生命や人生を左右する事例は多々ある。飢饉に見舞われた時代や地域では「間引き」が行われる。日本では親が自殺する際に巻き添えで子を殺害する事件も多く、「無理心中」といわれる（殺害動機として「遺すと可哀想なので連れて行く」という理由付けがなされることが多い）。

### 日本
日本では、平安時代の『今昔物語集』に既に堕胎に関する記載が見られるが、堕胎と「間引き」即ち「子殺し」が最も盛んだったのは江戸時代である。関東地方と東北地方では農民階級の貧困が原因で口減らしのための「間引き」が特に盛んに行われ、都市では工商階級の風俗退廃による不義密通の横行が主な原因で行われた。また小禄の武士階級でも行われた。
当時、避妊の手段や知識が乏しかったので、妊娠または分娩の後に間引くのが普通だった。妊娠中の手段としては、腹をもんだり、ほおずきの根を差し入れて流産を促す（掻爬）手段があり、しばしば母体が危険に晒された。分娩後の間引きとしては、膝やふとんで窒息させる方法、石臼で圧殺する方法、濡らした紙を顔にはって窒息させる方法などがよく行われた。多くの場合、取り上げ婆（明治に免許制になる前の産婆）により行われた。
江戸幕府や諸藩の領主たちは労働力減少や田畑の荒廃を恐れ、しばしば堕胎や間引きを禁じたが、それで罰せられるのは稀であり、大人の殺人と同等に扱われた例もない。仏教や神道は出産に関わる事を禁忌としており、胎児や新生児に関して語る事は無かった。また、赤ん坊は初宮参りという通過儀礼を済ませる事によって産褥が終了し、人間社会の一員になるという一般認識があった。乳児死亡率の高かった当時、「七歳までは神のうち」という言葉が伝えられる地域があるように、子供を正式な人間と扱うようになる期間には地域によって違いがあった。
明治時代になると政府は間引きや堕胎を禁止し、1880年（明治13年）制定の旧刑法と1908年（明治41年）制定の現行刑法に堕胎罪が設けられた。しかし、堕胎はその後も隠れて行なわれ、間引きの風習は、地域によっては昭和まで存続した。大正末期には、大阪で病院と製薬会社と旅館が結託し大規模な堕胎手術を行なっていたとして摘発される事件が起きている。1948年（昭和23年）の優生保護法（現母体保護法）により同法の要件を満たす場合には人工妊娠中絶が認められるようになった。

### 日本以外
『旧約聖書』には、子供を異教神モレクに奉げる因習があったと記され、これを行う事は石打ちに値する大罪として記載されている。キリスト教でも伝統的に人工妊娠中絶を含む子殺しは大罪とされている（人工妊娠中絶#キリスト教参照）。
アラブ世界ではいわゆるジャーヒリーヤ時代には女児がよく殺されたが、7世紀に発祥したイスラム教では、キリスト教と同様に、子殺しが大罪として明確に否定された。
古代で神に捧げる供犠の中には、今日でいう子殺しも含まれていたことを暗示させるような伝承もある。例えば『旧約聖書』のアブラハムによるイサクの殺害未遂（イサクの燔祭）、アガメムノンとイーピゲネイアの例が知られ、後代様々な解釈を呼び起こした。これらは時と共に衰退したが、神に祈るための生贄（植物の場合は収穫祭）という観念は広く分布していて、時代による価値観の変遷を窺わせる。

### 主な子殺し事件
特に説明のないものは、日本の事件である。
- 源頼家暗殺
- 豊臣秀次切腹
- 青森実子保険金殺人事件
- 長崎・佐賀連続保険金殺人事件
- 下関男性バラバラ殺人事件（検挙されないまま終結）
- ジャン＝クロード・ロマン事件(フランス)
- つくば妻子殺害事件
- 平塚5遺体事件（末の娘殺害事件のみ立件）
- 秋田児童連続殺害事件（1件目の殺人被害者は長女）
- 大阪2児餓死事件
- 日立妻子6人殺害事件
- 元農水事務次官長男殺害事件
- 福岡・鹿児島3児殺害事件（うち1人は傷害致死）
- 邦人女性2児殺害事件(アメリカ)
- 台東区親族連続不審死事件

## ヒト以外の動物の場合
ヒト以外の動物の場合、親が子を殺すのは、いくつかの場合がある。
一つは、子であることを知らずに殺す、あるいは食べてしまう場合である。例えば金魚やメダカは、産卵させた水槽に親をそのまま置いておくと親が卵を食べてしまうことがある。いわゆる共食いである。このような生物の多くは多産戦略を採っており、子は素早く分散するなどして親が子を識別することがそもそもできない。また、人間飼育下の猫やハムスターが子を産んだ時に、飼い主があまり干渉すると親が子を食べてしまうことがある。ラットに見られるブルース効果は通常は子殺しには含まれないが、後述する適応的な子殺しの一種と見なすことができる。
飼育下の魚類、ネコ、ラットなどで見られる子殺しは特異な状況下で起こった事故として説明可能であったが、次節で述べる野生の哺乳類で観察された事例は説明が困難であった。特に当時主流の学説であった群選択説は、「動物の行動の目的は種の保存のためである」と考えており、子殺しはこの視点に真っ向から対立すること、そして進化は自分の子を残すことで起こるものであり、子を自ら殺すという行動は進化の中で淘汰されるはずだというのがその理由のひとつである。

### 野外での子殺しの発見
動物行動学・行動生態学の発展の中で、子殺しの行動が見直しをされるようになったきっかけは、インドのサルの一種であるハヌマンラングールの例である。
このサルは、成獣の雄が多数の雌の群れをハーレムとして持ち、雌たちとの間で子供を作る。群れで生まれた雌は群れに残るが、群れで生まれた雄は群れから出て若い雄の群れを作る。成長した雄はやがてハーレムを持つ雄に攻撃を仕掛け、勝てばハーレムを所有するに至る。この時、群れを乗っ取った雄は、その群れの雌が抱えている乳児を、全て殺してしまうというのである。これは突発的、異常などではなく、群れを乗っ取った雄は必ずこうするのだという。
この行動は1962年に杉山幸丸によって初めて発見された（発表は1965）。当初はその行動の突飛さ、残虐さと、そして当時は普通であった種の利益の観点にそぐわず、ほとんど認められなかった。しかし、その後1975年にアフリカのライオンにおいても同様の行動が発見された。タンザニアのライオンも、単独の雄が複数の雌を抱えて繁殖し、雄が入れ替わった際に新しい雄は群れの中の乳児を殺すことがある。この発見によって、ハヌマンラングールの例も広く認められるようになったのである。その後さらに、複数のサル類やジリス、イルカなどいくつかの分類群でも同様の行動が確認されている。
雄ではなく、雌が子殺しを行う動物もいる。鳥類の中では珍しい一妻多夫制の繁殖形態を持つトサカレンカクでは、雄が子育てを行う。その雄が育てている雛を、縄張りを持たない雌が襲撃し、殺してしまうことがある。雛を失った雄は繁殖行動に移るので、縄張りを持たない雌にも子を残す可能性が出てくるのである。

### 行動生態学による適応説
動物の子殺し行動は人間の価値判断では残虐に見える。これらの行動は最適化モデルによって説明されている。この場合、自分の子を殺すのか、他の子を殺すのか、親子関係を認識しているかなどを区別する事が重要である。

#### 性選択説
適応説の一つが女性霊長類学者サラ・ブラファー・ハーディによって提唱された性選択説（性的対立説）である（Hrdy,1974）。
ハヌマンラングールの場合で、前代の雄が負けて新しい雄がハーレムを所有することになった時点を考える。新しい雄にとっては、ハーレムの所有は永遠ではない。現実的には雄の群れ占有期間は平均で2年程度である。将来に他の雄に自分が負けるまでに、できるだけ早く、より多くの自分の子を雌に産ませなければならない。ところが、雌は乳児を持っている間は発情しないから、そのままでは群れを守りながら子供が独り立ちするまで待たなければ、自分の子を産ませることができない。しかも、その場合に自分が守ってやる子は自分の遺伝子を引き継いでいないから、雄にとっては全く（進化的、適応的な）利益がない。そこで、群れを手に入れてすぐに乳児を殺してしまえば、雌は発情が可能になるから、自分の子を持つまでの時間を大幅に短縮できる。つまり、新しい群れの雄にとっては、乳児を殺してしまうことは雄が支払った投資（先代雄と戦った苦労や、今後当分の群れを維持防衛するためのエネルギーなど）に対する利潤（自分の遺伝子を受け継ぐ子の獲得）を非常に大きくする、すぐれて適応的な行動と言える。もちろんオスが投資と利潤を理解している必要はない。様々な繁殖戦略の中で、もっとも利潤を最大化する戦略が進化的に発達すると言うことである。
一方、雌にとっては仔を殺されるのは明らかに適応的ではない。そのため、ライオンなどでは群れの雌同士が協力して（ふつう群れの雌は近縁個体である）仔を隠したり守ったりすることがある。しかし多くの場合雄が思惑通り、子殺しを達成する。生き延びられるのは成熟目前の仔だけである。雄の思惑が達成されるのは、究極要因としては、子殺しによる雄の利益と（あるいは子殺しをしなかったときの雄の不利益と）仔を殺されることによる雌の不利益を比較した場合、前者の方が大きいからと推測されている。またこの行為から、雄と雌は必ずしも協力的であるのではなく、利害が対立することもあるのではないかと考えられるようになった。至近要因としては雌が雄に抵抗すると体格差からして雌が負傷、あるいは死亡する危険があることを指摘し、そのためにそのような行動が進化しなかったと考えられている（伊藤、2006）。
なお、ハヌマンラングールはインドから東の地域にも分布するが、その地域では、雄は単独でハーレムを維持するのではなく、雌の群れに複数の雄がつく。その地域では上記のような子殺しの行動は見られないという。このような子殺しの行動は、単独の雄と複数の雌でハーレムを形成するタイプの動物特有のものと考えられている。またチンパンジーにも子殺しが見られるが、チンパンジーは乱婚性でオスにとってはどの子が自分の血を引いていないか明確ではない。チンパンジーの子殺しの意義は不明である。

#### 個体数調節説
種のために数を間引くという意味ではなく、自分自身や自分の子のために、エサなどの競争相手となる可能性のある他の個体を取り除くと言う意味である。

#### 共食い説
カモメのコロニーでは一定の割合で他のペアの子を捕食する「共食い屋」が存在する（Parsons,1971）。競争者の排除とエサの獲得を同時に行うことができる。なぜ全ての個体が共食い屋にならないのかについてはESSによって説明される。ミツバチの中には天敵に巣をおそわれた場合に、働きバチが子を食べてしまう場合がある。これは天敵に食べられるよりは自分で食べた方が無駄にならないからだと考えられる。いずれも個体選択の立場から説明可能である。

### 異説
行動生態学的な説明以外では、例えばその典型は雄の交代による群れ内部のストレスの増大などを原因とする病理的なものだと言う説がある。杉山、河合雅雄、小原秀雄らは行動生態学的な説明を受け入れず、このような解釈を主張した。チンパンジーの子殺しを発見したジェーン・グドールも当初はこの立場であった。しかしこれは異なるレベルでの解釈であり、共存し得ないものではない。
より具体的な異論としては、先述のように同種でも他地域ではそれが見られないこと、また同様な社会を持つ他のサルで見られないことから、その適応的な意味づけを疑問視する声もある。しかし、例えばゲラダヒヒでは雄交代の際に雌が流産することが知られており、これが雄による何らかの操作ではないかとの説もあり、また、他の動物群でも類似の行動が広く見つかったことから、現在では上記のような考えが主流である。
なお、チンパンジーの場合、雌にもその行動が見られることから、このような説明が難しく、むしろ病理的なものと見た方がよい、との意見もある。しかし伊藤(2006)は、恒常的に見られる行動であれば、それを進化学的に見る必要があるとの判断を示している。

### 思想的影響
この行動は、雄にとって自分の子ではないから子殺しという言い方は必ずしも正しくないが、自分の群れにいる子を殺すという点でも、はっきりと子供を自分の子であるかどうか判断できる状態で殺す点でも、それまでに考えられたことのなかったものであり、大きな衝撃を与えた。それまでは、同種個体間の争いは、他方を殺すまでには至らないようになっているものと考えられており、その点でも驚くべき行動と考えられた。
一般の人々からは、動物は人間のように高度な心を持たないから野蛮なまねをすることも多いのだと考えられ、「獣のような」とか「動物的な」といった言われ方をされることがあるが、他方でそれは、動物には分別がないからで、分からないでやっているんだから仕方がない、言わば無知によるものだから罪とは言えないという感覚がある。さらに、動物の行動の研究家は、逆に動物は意外に野蛮でもないし、無意味に殺し合ったりするものでもなく、むしろ過度な攻撃を避けるものだ、言わば動物は意外に高潔なのだという印象を持っていた。
しかし、ここに見られる子殺しは、そのどちらの感覚にも反するものであった。無知と見なすには筋が通り過ぎているし、しかも残虐に見える。そのため衝撃も大きかった。同時に、それを説明しきれる行動生態学の理論に対しても驚きと一部では警戒が生まれたと言ってよいだろう。動物は人に善悪を教えるために存在しているのではないし、動物の行動が人から見て道義的、道徳的である必要はないが（自然現象に人間の道徳の基礎を求めることを「自然主義的誤謬」という）、それが人間に適用された場合、人道的見地からは問題のありそうな議論がたやすいことが見て取れるからである。